# Tomasz Steifer

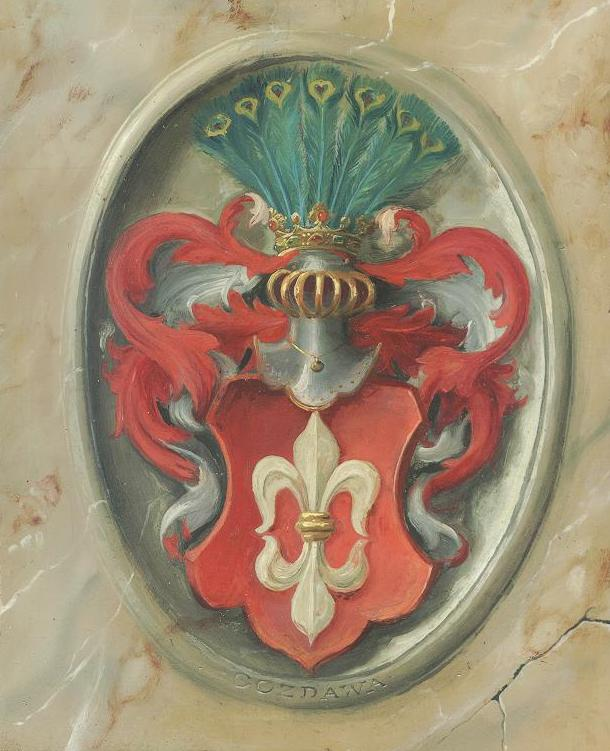
Herb Gozdawa autorstwa Tomasza Steifera

Tomasz Steifer (ur. 5 listopada 1955 w Warszawie, zm. 8 października 2015 w Gdańsku) – polski historyk, malarz i heraldyk, konsultant ds. plastycznych Związku Szlachty Polskiej.

## Życiorys
Studiował na Wydziale Historycznym Uniwersytetu Warszawskiego, który ukończył w 1978, a następnie rozpoczął studia na warszawskiej Akademii Sztuk Pięknych na Wydziale Konserwacji Dzieł Sztuki, w Katedrze Konserwacji Starych Druków i Grafiki, zakończone dyplomem w 1985. Był również absolwentem Szkoły Oficerów Rezerwy, którą ukończył w stopniu podporucznika piechoty. Zajmował się projektowaniem grafiki książkowej oraz iluzjonistycznym malarstwem sztalugowym i ściennym, był autorem projektów wystroju wielu miejsc publicznych, głównie w trójmiejskich Szadółkach, gdzie mieszkał od 1988. Tworzył stołobrazy – obrazy przestrzenne tworzone na blatach stołów.
Od czternastego roku życia pasjonował się heraldyką, jako nastolatek opublikował pierwszy felieton na ten temat, który ukazał się w tygodniku "Panorama". Był członkiem założycielem Polskiego Towarzystwa Heraldycznego, członkiem "The International Association of Amateur Heralds" i Polskiej Wspólnoty Heraldycznej "Nova Heraldia", założycielem i prezesem fundacji "Pro Heraldica" oraz twórcą wielu prac związanych ze sztuką heraldyczną m.in. wielu herbów miast i jednostek administracyjnych. Uczestniczył m.in. w wystawach: Ars Heraldica zorganizowanej przez PTH w 1995 w Muzeum Niepodległości w Warszawie oraz Obok. Polska-Niemcy.1000 lat historii w sztuce zorganizowanej przez Zamek Królewski w Warszawie w 2011 w Martin-Gropius-Bau w Berlinie.
Pochowany na cmentarzu Powązkowskim (kwatera 303-6-30).

## Publikacje
- (wraz z) Andrzejem Mączyńskim MIC: Komentarz sfragistyczno-heraldyczny do rekonstrukcji najstarszej pieczęci Zgromadzenia Księży Marianów,  Ephemerides Marianorum, Licheń Stary, 2013, nr 2, s. 285–299 pdf
- Polska bibliografia heraldyczno-genealogiczna za lata 1945–1975. wappen.republika.pl. [zarchiwizowane z tego adresu (2014-02-24)]. Pdf, Gdańsk, 2013, ISBN 978-83-937268-0-6
- Komentarz heraldyczny do projektu herbu Zgromadzenia Księży Marianów Niepokalanego Poczęcia NMP. padrimariani.org. [zarchiwizowane z tego adresu (2014-02-26)]., pdf, Gdańsk – Stockbridge, 2009
- Commentario Heráldico ao Proiecto do Brasão da Congregação dos Padres Marianos de Imaculada Conceição da S.V.M.. padrimariani.org. [zarchiwizowane z tego adresu (2012-01-27)]., pdf, Gdańsk – Stockbridge, 2009
- Wpływ konstrukcji tarczy bojowej na heraldykę. novaheraldia.net. [zarchiwizowane z tego adresu (2014-02-23)].[6], 2010
- Gdańska plomba. Polemika, Przegląd Numizmatyczny, nr 21, 1998, 56 s., ISSN 1231-143X
- Księgozbiór biblioteki parafialnej w Czchowie w świetle inwentarza z roku 1781, praca magisterska, Warszawa, 1978, maszyn.
- Runiczne pochodzenie herbu Abdank. Herby rodziny Koperników. wappen.republika.pl. [zarchiwizowane z tego adresu (2014-02-27)].. Panorama, Katowice, 1973, nr 15 s. 30 il. w: Szymon Kobyliński: Oddaję głos, cykl: Herbowe Gawędy.